# Adrian Monger
Adrian Calero Monger (ur. 6 grudnia 1932 w Mount Lawley, zm. 9 lipca 2016 w Perth) – australijski wioślarz, brązowy medalista olimpijski.
Wystąpił na igrzyskach olimpijskich w Melbourne w 1956, gdzie Australijczycy w składzie: Michael Aikman, David Boykett, Fred Benfield, Jim Howden, Garth Manton, Walter Howell, Adrian Monger, Brian Doyle i Harold Hewitt (sternik) zdobyli brązowy medal w ósemkach. W wyścigu finałowym o 4 sekundy przegrali z osadą USA i o 2,1 sekundy z osadą Kanady. Był to jego jedyny start olimpijski.
Kształcił się na Uniwersytecie w Melbourne. Po zakończeniu kariery był maklerem papierów wartościowych. Pracował także jako nauczyciel oraz trener wioślarstwa, między innymi w Scotch College  w latach 1975-2007.